# Berserk!
Berserk! (bra: Espetáculo de Sangue) é um filme britânico de 1967, dos gêneros terror, slasher e suspense, dirigido por Jim O'Connolly, estrelado por Joan Crawford, e co-estrelado por Ty Hardin e Diana Dors. O filme marca a penúltima aparição de Crawford no cinema.

## Sinopse
Monica Rivers (Joan Crawford) é a proprietária e anfitriã de um circo itinerante que é capaz de qualquer coisa para atrair um bom público. Quando uma série de assassinatos misteriosos e macabros começa a acontecer e alguns dos artistas do circo morrem de forma trágica, os lucros aumentam disparadamente. Monica contrata o equilibrista Frank Hawkins (Ty Hardin), e juntos eles começam um caso amoroso que desperta ciúme em Albert Dorando (Michael Gough), o antigo amante da mulher. Quando outro assassinato acontece, os artistas restantes ficam alarmados e começam a suspeitar das intenções de Monica e de seu novo namorado.

## Elenco
- Joan Crawford como Monica Rivers
- Ty Hardin como Frank Hawkins
- Diana Dors como Matilda
- Michael Gough como Albert Dorando
- Judy Geeson como Angela Rivers
- Robert Hardy como Detetive Brooks
- Geoffrey Keen como Comissário Dalby
- Sydney Tafler como Harrison Liston
- George Claydon como Bruno Fontana
- Philip Madoc como Lazlo
- Ambrosine Phillpotts como Srta. Burrows
- Thomas Cimarro como Gaspar
- Peter Burton como Gustavo
- Golda Casimir como Mulher Barbada
- Ted Lune como Homem Esqueleto
- Milton Reid como Homem Forte
- Marianne Stone como Wanda
- Miki Iveria como Cigano Vidente
- Howard Goorney como Emil
- Reginald Marsh como Sargento Hutchins
- Bryan Pringle como Policial Bradford

## Produção
O filme foi originalmente chamado de "Circus of Blood". Foi o primeiro de um novo acordo que Herman Cohen tinha com a Columbia. Em agosto de 1966, Joan Crawford assinou o contrato para estrelar, com as filmagens começando em outubro, em Londres. Cohen afirmou que o roteiro foi escrito com Crawford em mente.
Crawford descreveu seu papel no filme como "mestra das cerimônias, cadeado e barril. Ela é colorida, ela é emocionante, ela é a maior dama que eu já interpretei. Ela sabe o que quer e consegue".
Herman Cohen queria escalar Christina Crawford para trabalhar com sua mãe, mas Joan proibiu a ideia. Judy Geeson desempenhou o papel em seu lugar. Diana Dors foi escalada em um importante papel coadjuvante.
Crawford diz que o diretor e os produtores queriam lançar o filme como seu título de produção original "Circus of Blood", ou como "Circus of Fear", mas ela insistiu para que se chamasse "Berserk!", "e consegui o que queria no final". O título foi alterado em abril de 1967.

## Recepção
Howard Thompson deu ao filme uma crítica negativa no The New York Times, comparando-o desfavoravelmente com "Circus of Horrors" (1960), mas também comentou: "Também é difícil fazer um filme sem esperança com fundo circense e aroma de serragem. Esta é a única coisa sólida que o filme tem a seu favor — a intrigante rotina diária do pessoal do circo e alguns bons números brilhantes, tudo primorosamente transmitido em uma excelente fotografia colorida. E sob a direção razoável de Jim O'Connolly, o filme projeta uma espécie de suspense desafiador que te desafia a não sentar lá, ver quem é o próximo morto e, finalmente, o por quê". Ele continua afirmando que Crawford "... é profissional como sempre e certamente a apresentadora mais bem formada a lidar com um microfone".
Frank Leyendecker, em sua crítica para a Greater Amusements, escreveu: "Joan Crawford entrega autoridade e extrema convicção ao colorido papel de dona de circo e mestra de cerimônias ... ela consistentemente se eleva acima do explorável material altamente melodramático".
Lawrence J. Quirk, em sua crítica para a Hollywood Screen Parade, escreveu: "[Crawford] está em toda a cena: radiante, enérgica, autoritária. Uma verdadeira estrela de cinema cujo apelo nunca diminui".

### Bilheteria
O filme se saiu bem nas bilheterias. Na América do Norte, o filme arrecadou mais de US$ 1.100.000 e ficou em 85.° lugar na lista da Variety dos filmes de maior faturamento de 1968. As receitas de bilheteria no exterior foram de quase o dobro, chegando a US$ 2.095.000. Isso fez de "Berserk!" o filme de maior sucesso que Herman Cohen já produziu.

## Mídia doméstica
O filme foi lançado em DVD para Região 1 em 6 de setembro de 2011, na coleção "Columbia Classics". Nos Estados Unidos, o lançamento ficou disponível on-line através da Warner Archive Collection e ClassicFlix.
A Mill Creek Entertainment lançou o filme em Blu-ray junto com "Strait-Jacket" (1964) em 2 de outubro de 2018.